# FX (电视频道)
FX电视台（英語：Fox extended，暗示“特效”，又称：FX电视网），是美国华特迪士尼公司拥有的电视频道。
这个电视频道有一系列广受好评的电视节目，如《美国怪谭》、《混乱之子》、《冰血暴》與《火線警探》
2010年，《混乱之子》以平均每集490万人的收视数字，刷新了FX电视台的记录。

## 正在播出或完結的原創節目
按年份排序
- 《飆風不歸路》（2008年）
- 《美國恐怖故事》（2010年）
- 《冷戰諜夢》（2013年）
- 《冰血暴》（2014年）
- 《美國犯罪故事》（2016年）
- 《亞特蘭大》（2016年）
- 《死亡禁忌（英语：Taboo (2017 TV series)）》（2019年）
- 《吸血鬼家庭屍篇（電視版）》（2019年）
- 《美國夫人》（2020年）
- 《天堂的旗幟下》（2022年）
- 《亡命再劫》（2022年）
- 《叛逆之聲》（2022年）
- 《大熊餐廳》（2022年）
- 《小球會大明星》（2022年）